# Samuel Werenfels (Architekt)

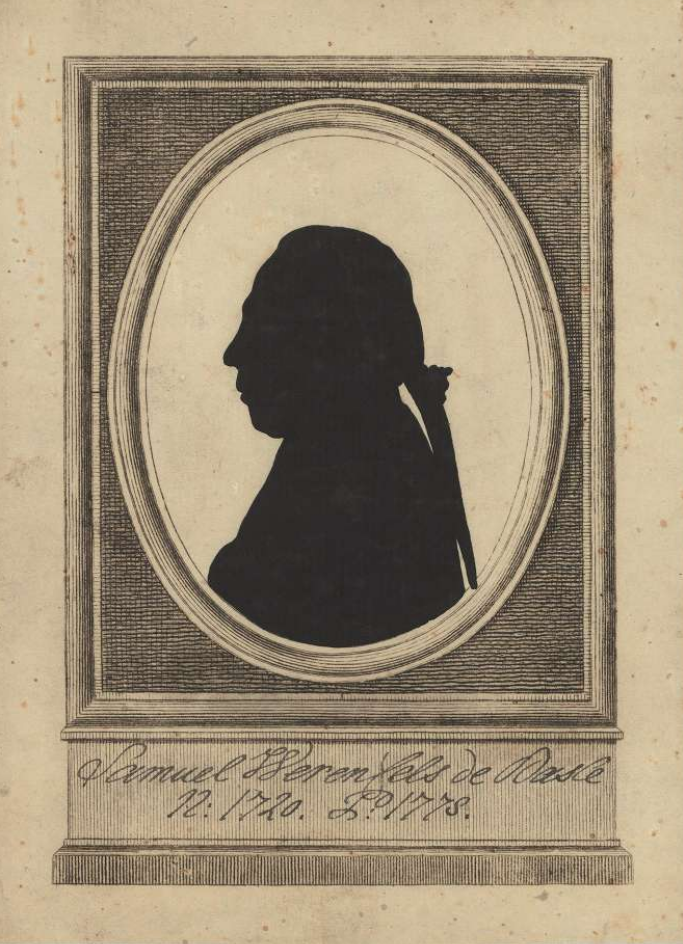
Samuel Werenfels

Samuel Werenfels (* 4. August 1720 in Basel; † 11. September 1800 ebenda) war ein schweizerischer  Architekt des Barock. Werenfels entwarf unter anderem die Pläne für das Schloss Ebenrain in Sissach.

## Leben
Werenfels wurde 1720 in Basel als Sohn des Kaufmanns Peter Werenfels (Kaufmann und Lederhandschuhmanufaktur) und der Catharina Socin geboren. Werenfels war das Patenkind des Theologen Samuel Werenfels, der auch sein Grossonkel war. 1743 trat er in die Gesellenbruderschaft der Basler Spinnwetternzunft ein und wurde 1748 Meister. In 1788 wurde er Mühleninspektor und ab 1794 Werkmeister in Basel.
Als Architekt war er ein Vertreter des Basler Spätbarocks. Die nach seinen Plänen gebauten Stadt- und Landhäuser in Basel und Umgebung zeugen von seiner stilistischen Nähe zur zeitgenössischen elsässischen Architektur. Neben Johann Jacob Fechter (1717–1797) und Ulrich Büchel (1753–1792) gilt er als einer der bedeutendsten Baumeister der Stadt Basel im 18. Jahrhundert.
Werenfels war mit Maria Magdalena Strübin verheiratet.

## Bauten

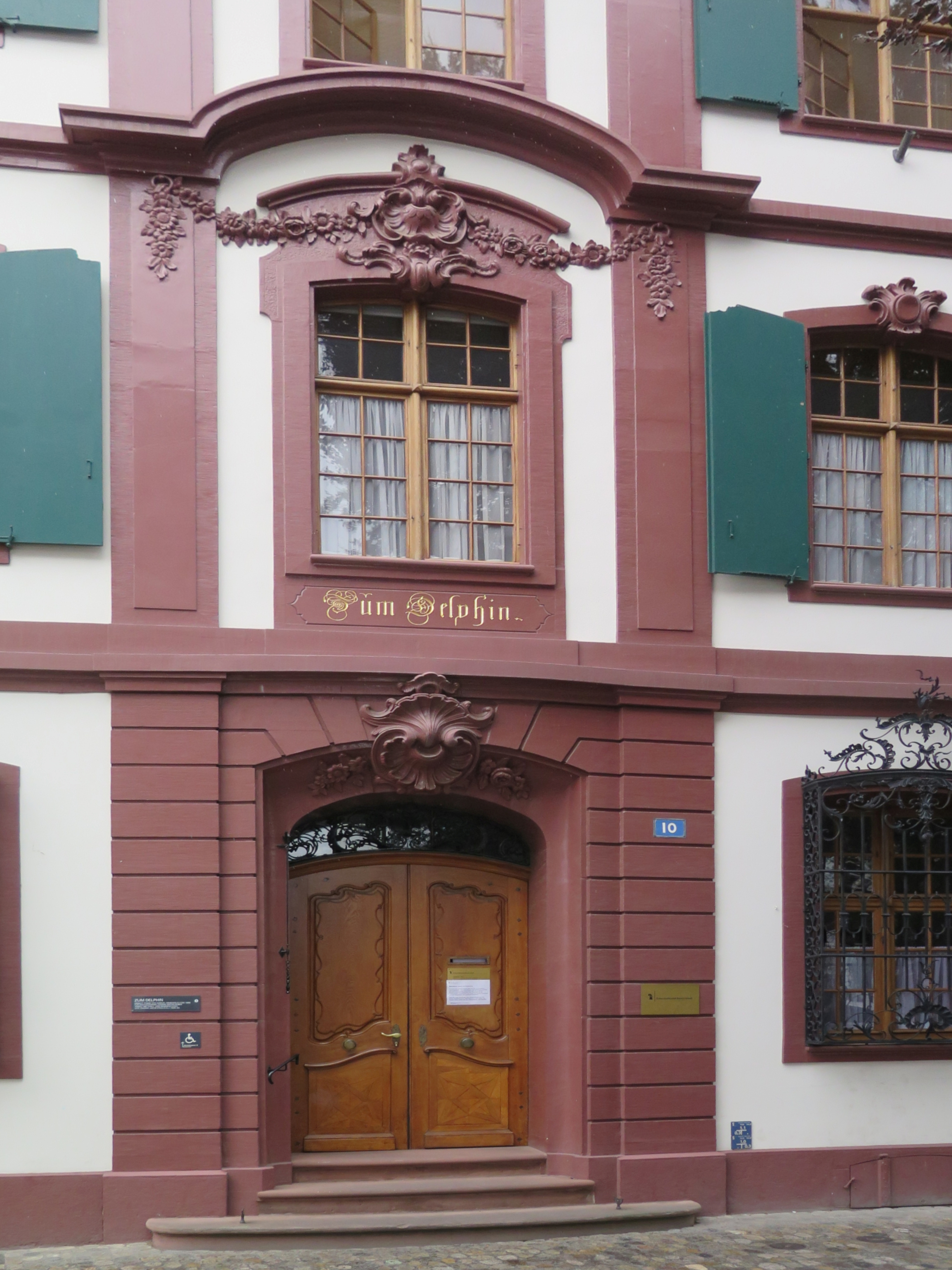
Haus Zum Delphin, 1760, Eingang

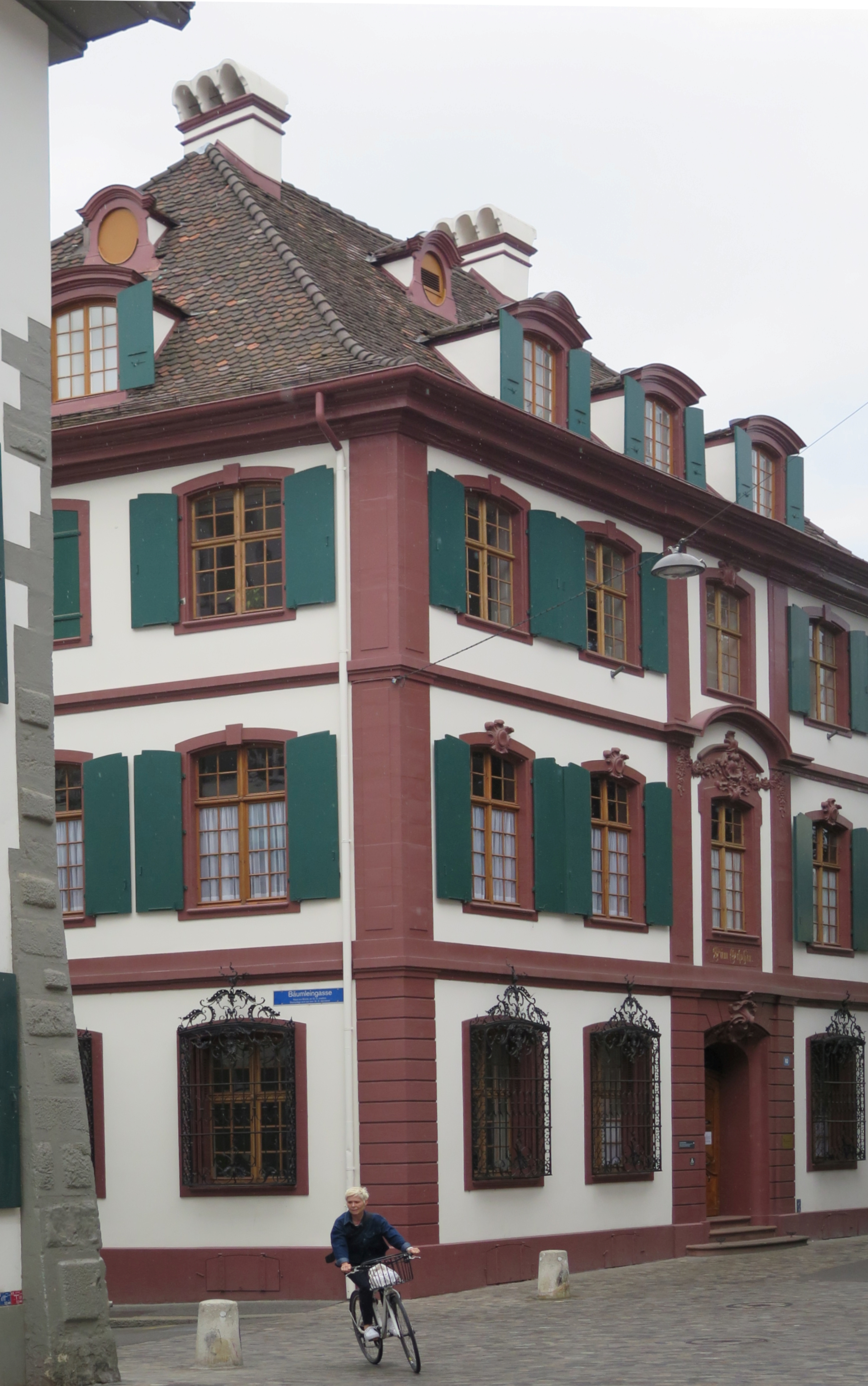
Haus Zum Delphin, 1760
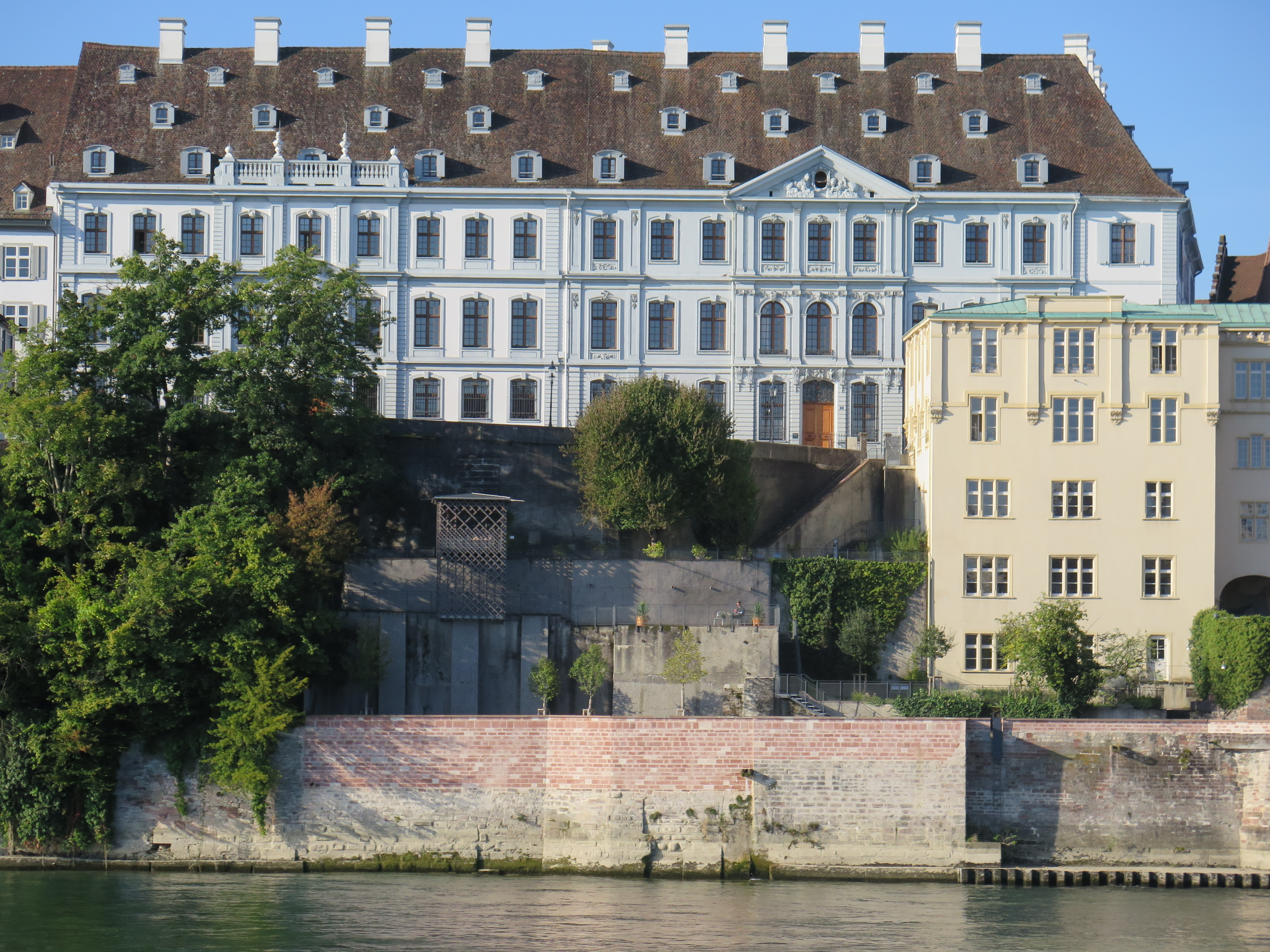
Blaues und Weisses Haus, 1762–1770
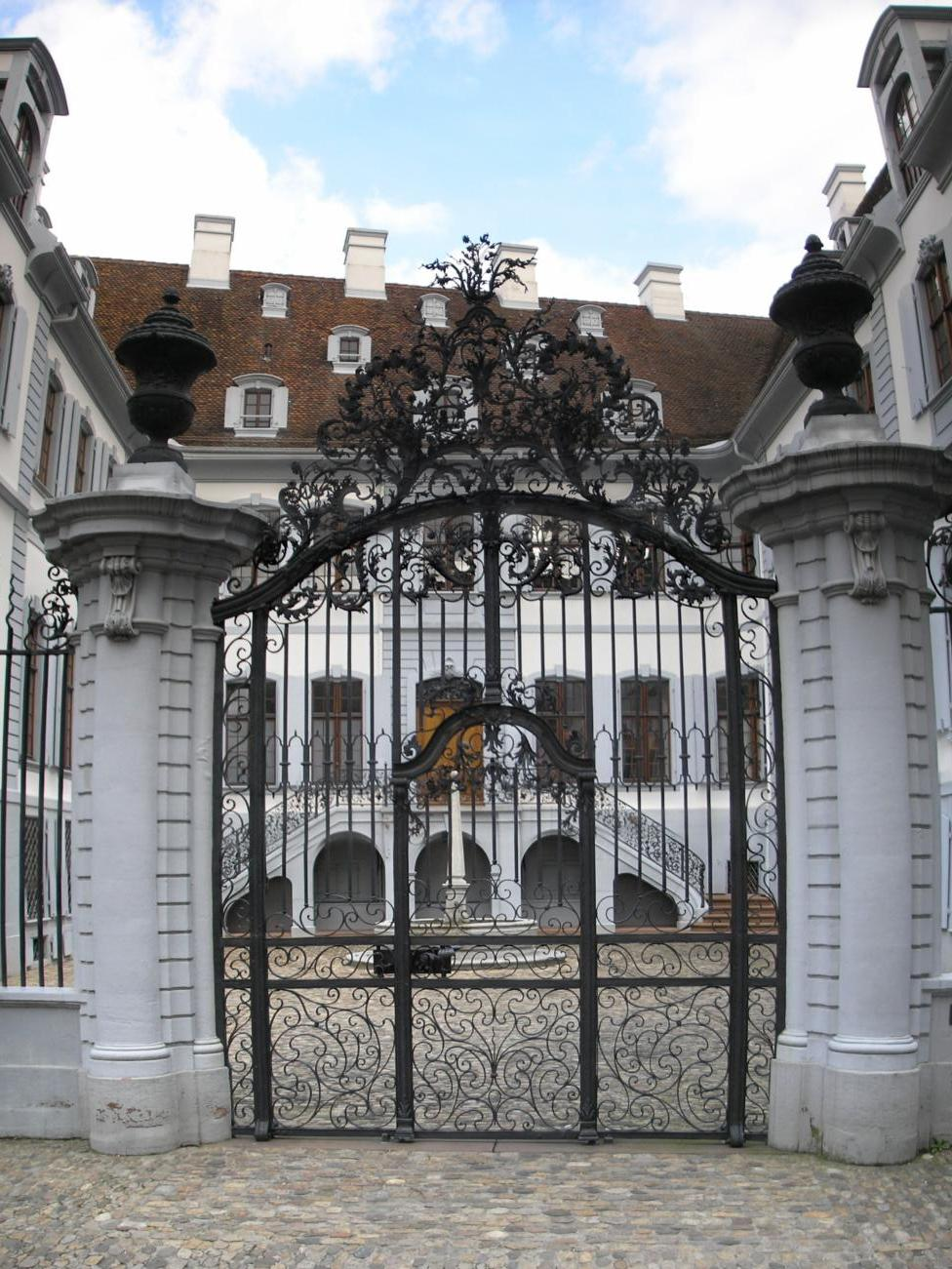
Blaues Haus, Hof
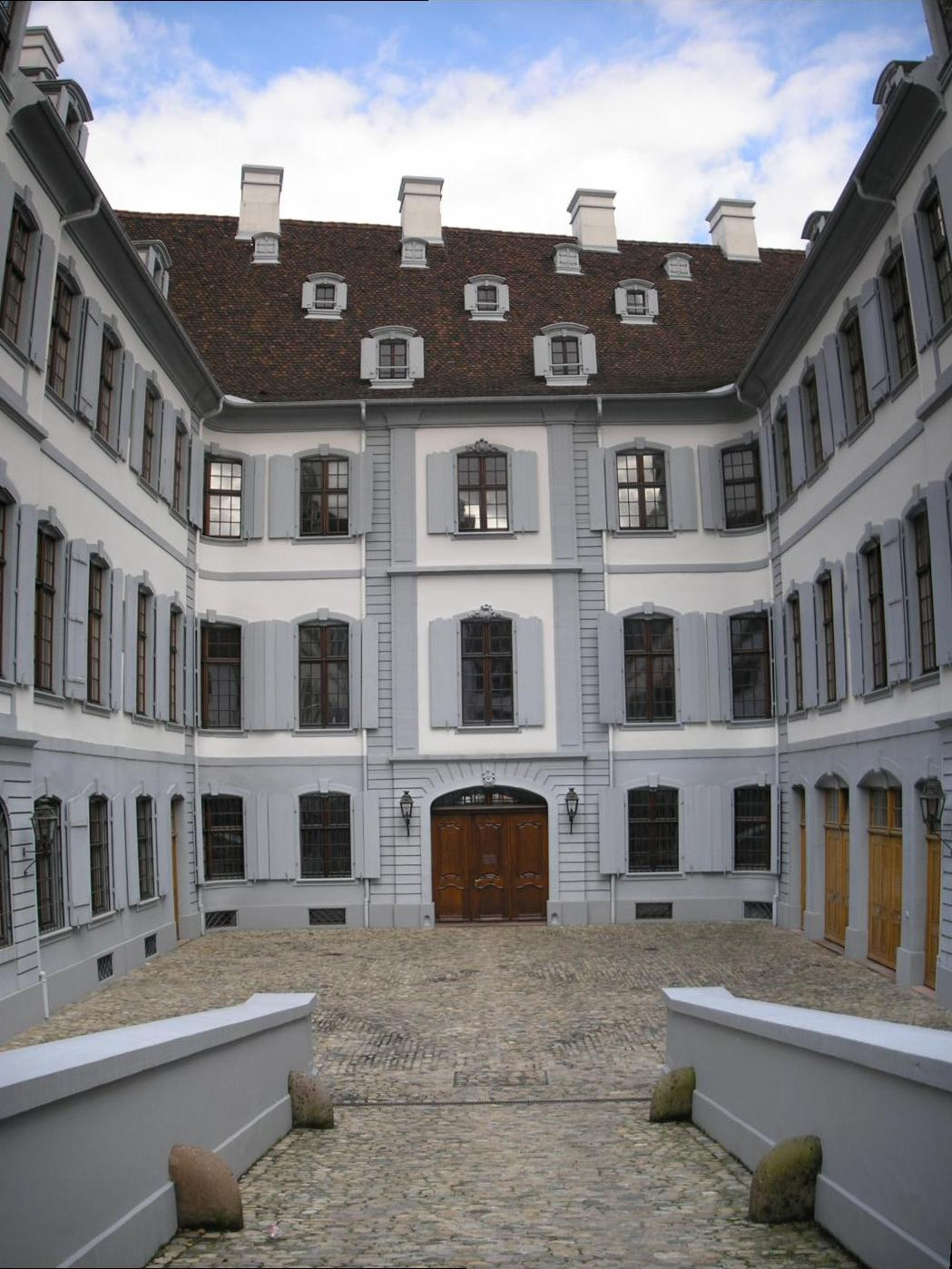
Weisses Haus, Hof
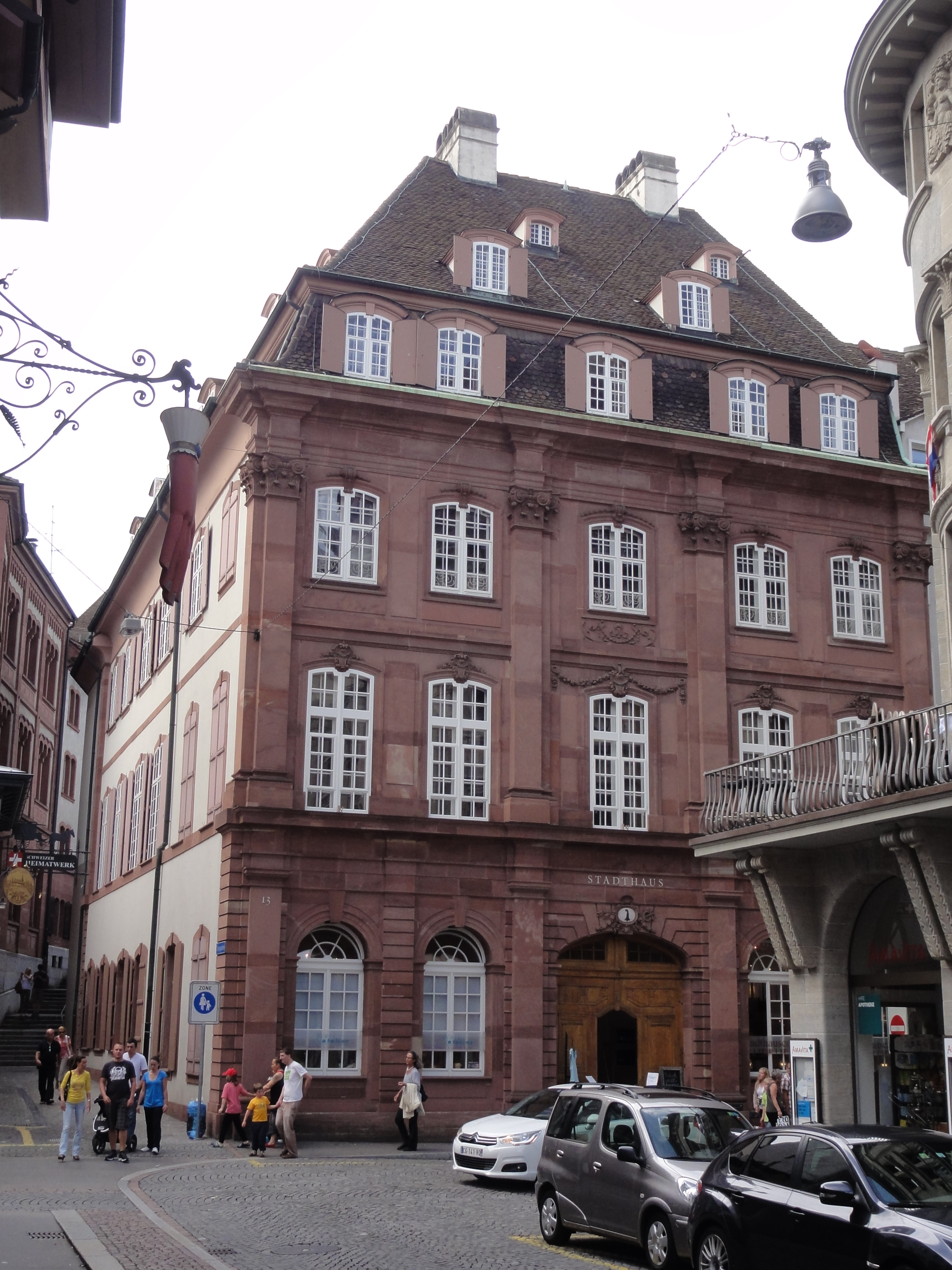
Stadthaus, 1771–1775

### Basel
- Werenfels erbaute das Blaue und das Weisse Haus (am Rheinsprung) zwischen 1763 und 1775 als Wohn- und Geschäftshaus für den Seidenbandfabrikanten Lukas und Jakob Sarasin. Die Fassade zum Rhein hin war mit ihrer Aufteilung in Blau und Weiss auf die Zahl drei ausgerichtet. Jedes des beiden Häuser hat je drei Achsen mit je drei Fenstern. Die zehnte Achse des Blauen Hauses, am Archivgässlein, ist ein unplanmässiger Anbau auf Wunsch des Bauherrn. Eine am Rheinsprung gut sichtbare Besonderheit sind die bleiernen Masken über den Fenstern im Erdgeschoss. Die Masken stellen die vier Jahreszeiten dar. Hinaus zur Martinsgasse zeigte sich der Bau als zwei Gebäuden mit drei Flügeln. Beide mit einem eindrucksvollen tiefen Ehrenhof, die zu einem langen Komplex zusammengefügt wurden. Das Weisse Haus gehörte Lukas (1730–1802), dem älteren der Brüder, das Blaue gehörte Jakob (1742–1802). Notabene erscheint erst die  Bezeichnung "Blaues und Weisses Haus" nach 1820. Heute sind das Blaue und Weisse Haus der Hauptsitz des Departementes für Wirtschaft, Soziales und Umwelt.
- Landhaus Ryhiner-Blech (1751)
- Haus Zum Delphin (1760)
- Haus Zum Dolder (1761)
- Posthaus (1773, heute Stadthaus): Das Stadthaus gehört zu den bedeutenden Basler Bauten des 18. Jahrhunderts. Das Stadthaus ist heute Sitz der Bürgergemeinde. Das Gebäude wurde als Posthaus errichtet. Es wurde zugleich als Sitz des Direktoriums der Kaufmannschaft, der einflussreichen Interessengemeinschaft des Basler Grosshandels, benutzt.
- Falkensteinerhof (1779)

### Basel Umgebung

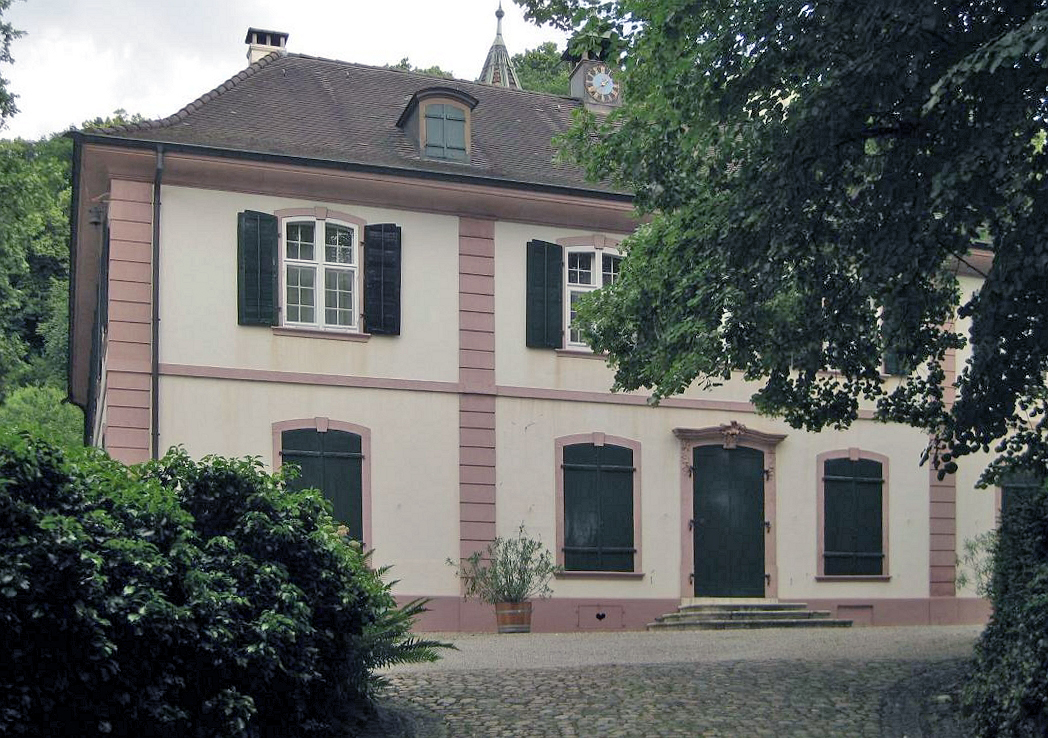
Bruckgut Münchenstein

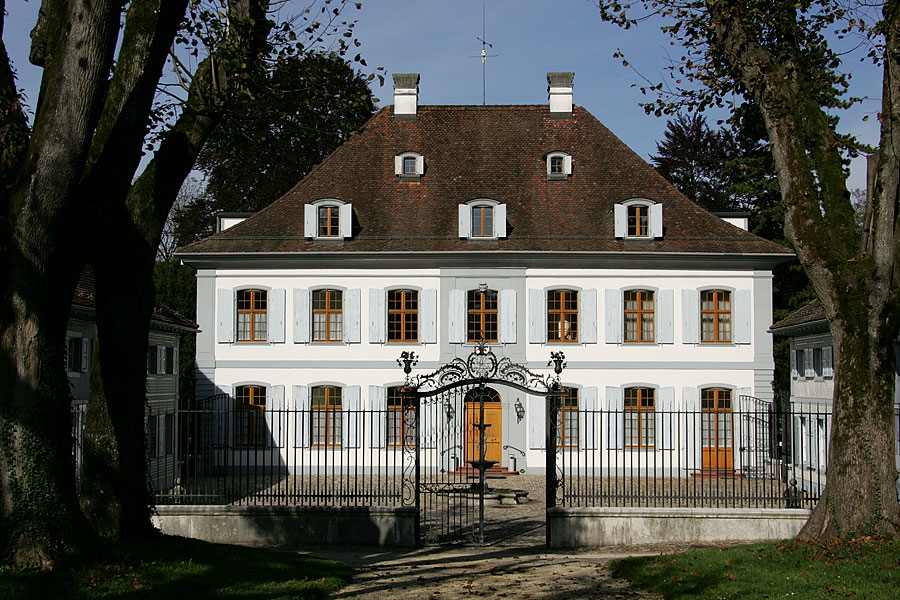
Schloss Ebenrain

- Landhaus Bruckgut in Münchenstein (1758–1761)
- Cagliostro-Pavillon in Riehen, 1762 (zugeschrieben)[1]
- Schloss Ebenrain in Sissach (1776).

### Frankreich
1786 baute er in Hegenheim (Elsass) die Pfarrkirche Saint-Rémy.